# Turnir mira
Turnir mira (engl. Tournament of Peace), međunarodni šahovski turnir u klasičnom šahu koji se igra u Hrvatskoj.
Turnir je uvijek bio jedan od najjačih šahovskih turnira na svijetu po načinu igranja "svatko sa svakim"; nastupali su neki od najboljih svjetskih igrača kojima su pridruženi najbolji igrači bivše Jugoslavije.

## Izdanja
| Vremenska kontrola 1965. 1970. 1975. 1985. 2018. 90min/40poteza + 30min/kraj + 30sec prirast po potezu počevši s 1. potezom | Format turnira 1965. – 1975. single round-robin 1985. ?? 2018. – 2019. single round-robin |

Legenda:
██ barem 1 igrač je imao jednak ili manji broj poraza od pobjednika
██ igrač s 0 poraza nije pobijedio
| Broj šahista (Broj velemajstora) | Prosječni rejting igrača | Izdanje | Pobjednik (Rang *) * u trenutku pristupanja turniru | P-N-I  | Bodovi /max | MP/B  | Ref         |
| -------------------------------- | ------------------------ | ------- | --------------------------------------------------- | ------ | ----------- | ----- | ----------- |
| 12 (12)                          | 2626                     | 2019.   | Vassily Ivanchuk (GM)                               | 4-7-0  | 7,5 /11     | + 0,5 | [ 3 ]       |
| 12 (12)                          | 2636                     | 2018.   | Baskaran Adhiban (GM)                               | 5-5-1  | 7,5 /11     | + 0,5 | [ 4 ] [ 2 ] |
| 15 ()                            |                          | 1985.   | Jan Timman (GM)                                     | --     | 9,0 /13     | + 0,5 | [ 5 ]       |
| 14 ()                            | 2519                     | 1975.   | Gyula Sax (GM)                                      | 5-7-1  | 8,5 /13     | + 0,5 | [ 5 ]       |
| 18 ()                            |                          | 1970.   | Robert Fischer (GM)                                 | 10-6-1 | 13,0 /17    | + 2,0 | [ 6 ]       |
| 20 ()                            |                          | 1965.   | Borislav Ivkov (GM) Wolfgang Uhlmann (GM)           | 9-9-1  | 13,5 /19    | + 1,0 | [ 5 ]       |

### I.
Održan je u travnju 1965. u Zagrebu. Organizirali su ga predstavnici grada zajedno s najjačim lokalnim igračima. Nastupio je aktualni svjetski prvak Tigran Petrosian i završio treći s 12,5 bodova. Lajos Portisch koji je završio četvrti pobijedio je trojicu prvoplasiranih. Bruno Parma je bio jedini neporaženi igrač, ali je završio tek na 5. mjestu. Ostali igrači od 1. do 6. mjesta imali su po jedan poraz. Pobjedniku je bila namijenjena skulptura "Konjanik mira", ali kako su Borislav Ivkov i Wolfgang Uhlmann podijelili prvo mjesto nitko ju nije dobio.
Kao uspomena na turnir ostala je prigodna razglednica s potpisima svih sudionika.
Najviši rejting imao je ? (?).
Sudionici turnira redom po plasmanu:  B. Ivkov,  W. Uhlmann, / T. Petrosjan,  L. Portisch,  B. Parma,  D. Bronštein,  J. B. Larsen,  ?. Filip,  A. Matanović,  N. Padevski,  D. Marović,  D. Minić,  V. Antošin,  A. Bisguier,  S. Gligorić,  A. Gipslis,  M. Damjanović,  M. Udovčić,  H. Golombek,  M. Bertok.

### II.
Održan je u travnju 1970. u Zagrebu i Rovinju. Obilježilo ga je sudjelovanje Roberta Fischera, koje se umalo nije dogodilo. Naime, Fischer je zahtijevao dodatnih 1000$ naknade za sudjelovanje, ali organizator je odbio. Prvo kolo se već počelo odigravati i donesena je odluka da ga se zamijeni jednim hrvatskim igračem. Tada, u posljednji trenutak je iskočio njegov protivnik u prvom kolu, Bruno Parma i rekao Fischeru: "Bobby, znaš li da su Rusi sretni jer nećeš igrati?" Fischer je odgovorio: "Istina. U redu, igrajmo.". Fischer je na kraju osvojio turnir s 2 boda prednosti. Drugoplasirani Hort je bio jedini neporaženi igrač turnira. Osim Fischera još su tri igrača završila turnir sa samo jednim porazom. Sudjelovala su i dvojica bivših svjetskih prvaka Tigran Petrosian i Vasili Smislov.
Jedini poraz na turniru Fischeru je nanio FIDE majstor Vlatko Kovačević. Bio je to Fischerov prvi poraz nakon tri godine.
Fischer je dobio skulturu "Konjanik mira" koju je ostavio u veleposlanstvu SAD-a u Zagrebu.
Najviši rejting imao je ? (?).
Sudionici turnira redom po plasmanu:  R. Fischer, / V. Hort,  S. Gligorić,  V. Smislov,  V. Korčnoj, / T. Petrosjan,  D. Minić,  B. Ivkov,  M. Bertok,  V. Kovačević,  W. Uhlmann,  W. Browne,  T. Ghitescu, / B. Kurajica,  B. Parma,  D. Marović,  M. Udovčić,  R. Ničevski.

### III.
Održan je 1975. u Zagrebu i Rovinju. Pobijedio je Gyula Sax. Nije bilo neporaženih. Sax i petoplasirani Tringov turnir su završili s jednim porazom.
Najviši rejting imao je ? (?).
Sudionici turnira redom po plasmanu:  G. Sax,  V. Kovačević,  J. Nikolac,  V. V. Ceškovski,  G. P. Tringov,  K. Hulak,  Lj. Ljubojević,  U. Andersson,  G. P. Kuzmin,  D. Marović,  R. Keene,  A. Planinc,  M. Matulović,  D. Minić.

### IV.
Održan je 1985. u Zagrebu. Pobijedio je Jan Timman. Timman i trećeplasirani Sax završili su turnir bez poraza.
Najviši rejting imao je ? (?).
Sudionici turnira redom po plasmanu:  J. Timman,  K. Hulak,  G. Sax,  O. Cvitan,  P. Popović,  Z. Ribli,  E. Handoko,  V. Kovačević,  M. Cebalo,  ?. Marjanović,  J. Smejkal,  E. Lobron,  ?. Rukavina,  ?. Ivanović,  ?. Bukal.

### V.
Održan je u studenom 2018. u Zagrebu u hotelu Palace, istom hotelu u kojemu je Fischer odsjeo 1970. Jedini neporaženi igrač bio je drugoplasirani Etienne Bacrot. Osim prvaka Baskaran Adhiban još su trojica igrača završila turnir s jednim porazom.
Najviši rejting imao je Vassily Ivanchuk (2714).
Sudionici turnira redom po plasmanu:  B. Adhiban,  E. Bacrot,  V. Ivanchuk,  I. Šarić,  I. Cheparinov,  V. Malakhov,  B. Amin,  R. Zelčić,  H. Stević,  Z. Kožul,  M. Palac,  Z. Jovanović.

### VI.
Održan je u studenom 2019. u Zagrebu u hotelu Palace. Osim pobjednika Ivanchuka, Etienne Bacrot je turnir završio bez poraza.
Najviši rejting imali su Vassily Ivanchuk i Ivan Cheparinov (2679).
Sudionici turnira redom po plasmanu:  V. Ivanchuk,  M. Bosiočić,  E. Bacrot,  H. Melkumyan,  M. Ragger,  I. Cheparinov,  L. D. Nisipeanu,  Z. Kožul,  R. Zelčić,  A. Dreev,  H. Stević,  M. Palac.

## Publikacije o turniru
- Vladimir Vuković: Turnir mira, prijateljstva i međunarodne suradnje, Zagreb 1965.
- Turnir mira – Rovinj - Zagreb 1975., uredio Vatroslav Petek

## Zanimljivosti
- Svjetski poznati šahovski teoretičar, međunarodni majstor Vladimir Vuković prilikom održavanja prvog Turnira mira istaknuo je: „Iako po svojoj strukturi slika rata, šahovska je igra ipak prikladna da svoje privrženike upućuje na odanost miru jer su borbe na šahovnici sušta opreka pravom ratu, one teku već stoljećima bez pomisli na fizičko ili moralno poniženje ili oštećenje protivnika, a na kraju šahovskih partija, na raznim nivoima, slijedi u pravilu srdačan stisak ruku. I da je taj suprostav šaha ratu ne samo nutarnje istinit nego i vrlo star, vidi se najbolje po jednom mjestu iz rukopisa Bana koje ujedno predstavlja najstariji zapis o prašahu, indijskoj čaturangi. Veličajući kralja Sriharša (613. – 650.) i njegovu miroljubivost, pjesnik veli: "Za vrijeme njegovo nije bilo drugih sporova osim onih među medobernim pčelama, nikome se stope nisu sjekle osim stihovima, nikakve armije nisu bile uzdržavane osim onih na osmorednoj ploči."“[13]
- Anegdota s turnira 1970. godine: Fisher je s bijelima izgubio od Kovačevića, koji je na taj turnir došao s titulom FIDE majstora. Nakon meča Fisher je bio u dobrom raspoloženju, čak se i smješkao. Ljudi su ga pitali: "Bobby, što se dogodilo?" On bi odgovorio: "Tijekom večere popio sam dvije čaše crvenog vina, misleći kako je moj protivnik nepoznat, a ja ću igrati s bijelim figurama. Tada sam ušao u meč, ali on je igrao bolje od svjetskog prvaka! Tako da sam to zaslužio."[14]
- 2003. u Baru u Crnoj Gori održan je šahovski turnir pod istim nazivom.[15]